# Cladium mariscus
Cladium mariscus é uma espécie de planta com flor pertencente à família Cyperaceae. 
A autoridade científica da espécie é (L.) Pohl, tendo sido publicada em Tentamen Florae Bohemicae 1: 32. 1809.

## Portugal
Trata-se de uma espécie presente no território português, nomeadamente em Portugal Continental e no Arquipélago dos Açores. Em termos de naturalidade é nativa das duas regiões atrás referidas.

## Protecção
Não se encontra protegida por legislação portuguesa ou da Comunidade Europeia.

## Subspécies
- C. m. californicum (S.Watson) Govaerts - Califórnia, Arizona, Novo México, Nevada, Utah, Texas, Sonora, Coahuila
- C. m. intermedium Kük. - Austrália, Nova Caledônia
- C. m. jamaicense (Crantz) Kük. - América Latina do México à Argentina; Índias Orientais; sudeste dos Estados Unidos do Texas a Delaware; naturalizada na África tropical e em várias ilhas oceânicas incluindo Ilhas Canárias, Madagascar, Nova Guiné, Havaí.
- C. m. mariscus - Europa, norte da Ásia e África da Irlanda e Marrocos ao Japão, incluindo Alemanha, Itália, França, Escandinávia, Polônia, Bálcãs, Ucrânia, Rússia, Sibéria, Arábia Saudita, Irã, Himalaia, Cazaquistão, China, Coréia.